# Świecznik wotywny (Plévin)
Świecznik wotywny – dzieło wykonane z żelaza. W 1985 roku został wpisany do rejestru zabytków pod numerem PM22003642.

## Lokalizacja
Świecznik wotywny znajduje się w kaplicy Saint-Abibon, w miejscowości Plévin, w departamencie Côtes-d’Armor, w regionie Bretania.

## Opis
Świecznik jest wykonany z kutego żelaza. Ma wysokość 180 cm. Ma czworonożną podstawę i kręconą nóżkę, posiada dwie tacki ze szpilkami na świece.